# Kalte Heimat (film 1979)
Kalte Heimat è un film TV del 1979 scritto e diretto da Werner Schaefer e Peter F. Steinbach.